# 円周の測定
『円周の測定』（古代ギリシャ語: Κύκλου μέτρησις, ラテン文字転写: Kýklou métrēsis）は、アルキメデスにより紀元前250年ごろ書かれた3つの命題から構成される書。この書は長い研究の一部である。

## 命題

### 命題1

この円とこの三角形は面積が等しい。

命題1では、ある円と直角を作る辺がその円の半径および円周と等しい直角三角形は面積が等しいことが述べられている。円周が c、半径が r の円は2つの隣辺が c と r である直角三角形と面積が等しい。この命題は取り尽くし法により証明されている。

### 命題2
命題2は次のように述べられている。
円の面積はその直径を一辺とする正方形の面積に対して11が14に対する比をなる。
この命題は命題3の結果に依存しているため、アルキメデスにより置かれたものではない。

### 命題3
命題3は次のように述べられている。
円周の直径に対する比は 310/71 より大きく 31/7 より小さい。
これは今日数学定数 π と呼んでいるものの近似である。アルキメデスは2つの相似な正96角形で円を内接・外接することにより、π の値の範囲を見出した。

#### 平方根の近似
この命題には3の平方根およびその他の大きい非完全な平方根の正確な近似も含まれるが、アルキメデスはこれらの数字をどのようにして見つけたのかについては説明していない。√3 を 1351/780 > √3 > 265/153 と評価した。しかし、この境界はペル方程式と関連する連分数と収束の研究からよく知られたものであり、この数論のどのくらいをアルキメデスがたどり着くことができたかについては多くの推論が導かれる。このアプローチの議論は少なくとも1723年のトマ・ファント・ド・ラニー, FRSに遡る（円周率の年表と比較せよ）が、ヒエロニムス・ゲオルク・ツォイテンによりもっと明確に扱われている。1880年代初頭、フリードリヒ・フルチュ（1833年 – 1906年）とKarl Heinrich Hunrath (b. 1847) はElements II.4, 7でモデル化された完全な正方形に近い平方根の単純な二項境界により範囲を早く見つけ出す方法に気づいた。この手法はトマス・ヒースにより支持された。この境界にたどり着くためのルートは1つしか書かれていないが、実際には他に2つあり、手法は機能するが境界はほとんど不可避である。しかし、この境界は正十二角形でアルキメデスの『ストマッキオン』で提案された反復的な幾何学構造によっても作ることができる。この場合、することは π/12 のタンジェントに有利近似を与えることである。